# طرخشقون أبيض الرأس
طرخشقون أبيض الرأس (الاسم العلمي:Taraxacum leucocephalum) هو نوع من النباتات يتبع جنس الطرخشقون من الفصيلة النجمية.